# Passiflora hexagonocarpa
Passiflora hexagonocarpa är en passionsblomsväxtart som beskrevs av João Barbosa Rodrigues. Passiflora hexagonocarpa ingår i släktet passionsblommor, och familjen passionsblomsväxter. Inga underarter finns listade i Catalogue of Life.